# Weichering
Weichering est une commune de Bavière (Allemagne), située dans l'arrondissement de Neuburg-Schrobenhausen, dans le district de Haute-Bavière.

## Personnalités liées à la ville
- Max Joseph von Pettenkofer (1818-1901), chimiste né à Lichtenheim.